# Marian Trojanowski
Marian Trojanowski (ur. 3 maja 1907 w Łodzi, zm. 19 stycznia 1958 w Poznaniu) – polski uczony, specjalista ekonomiki rolnictwa, docent i prorektor Wyższej Szkoły Rolniczej w Poznaniu.

## Życiorys
W rodzinnej Łodzi ukończył gimnazjum humanistyczne, podejmując następnie studia rolnicze na Uniwersytecie w Poznaniu, uwieńczone w 1932 dyplomem inżyniera. Przez rok był prywatnym asystentem profesora Wiktora Schramma na uczelni poznańskiej. Od 1933, również w latach wojny, pracował w instytucjach administracji i organizacji rolnictwa, zajmując się głównie rachunkowością rolniczą. W latach 1947–1950 kierował Biurem Badań Naukowych Organizacji Gospodarstw Rolnych przy administracji gospodarstw rolnych Uniwersytetu Poznańskiego. Zajmował się w tym czasie również działalnością dydaktyczną i naukową, prowadził od roku akademickiego 1945/1946 wykłady i ćwiczenia z rachunkowości rolnej dla studentów ekonomiki rolnej Wydziału Rolniczo-Leśnego Uniwersytetu Poznańskiego. W maju 1948 obronił rozprawę doktorską Kapitał obiegowy w gospodarstwie rolnym. Od 1 kwietnia 1950 był adiunktem, od 1 września tegoż roku zastępcą profesora, od 1 sierpnia 1954 docentem; w grudniu 1954 objął kierownictwo Katedry Ekonomiki Socjalistycznych Przedsiębiorstw Rolnych.
Był mocno zaangażowany w prace organizacyjne związane z utworzeniem Wyższej Szkoły Rolniczej w Poznaniu, która przejęła w 1951 kształcenie na kierunkach rolniczym i leśnym od Uniwersytetu. W grudniu 1953 został prodziekanem Wydziału Rolnego ds. nauki, a we wrześniu 1954 przeszedł na stanowisko prorektora uczelni ds. nauki. Funkcję tę pełnił do końca życia.
Ogłosił przeszło 20 publikacji naukowych, m.in. Zagadnienie funduszów statutowych w spółdzielni produkcyjnej ("Nowe Rolnictwo", 1953, nr 2), Metodyka badań opłacalności produkcji w spółdzielniach produkcyjnych ("Zeszyty Problemowe Postępów Nauk Rolniczych", 1957, nr 5; referat wygłoszony na sesji V Wydziału Polskiej Akademii Nauk). Uczestniczył w międzynarodowym sympozjum dotyczącym kosztów produkcji w Berlinie w grudniu 1956. Był członkiem towarzystw naukowych, m.in. V Wydziału Ekonomiki Rolnictwa PAN, Towarzystwa Naukowego Organizacji i Kierownictwa, Poznańskiego Towarzystwa Przyjaciół Nauk, Polskiego Towarzystwa Ekonomicznego. Został odznaczony Złotym Krzyżem Zasługi i Medalem 10-lecia Polski Ludowej.
Zmarł 19 stycznia 1958, zaledwie trzy dni po śmierci swojego dawnego nauczyciela i później współpracownika Wiktora Schramma. Pochowany został na cmentarzu Górczyńskim w Poznaniu.